# Райт-Сіті (Оклахома)
Райт-Сіті (англ. Wright City) — місто (англ. town) в США, в окрузі Маккертен штату Оклахома. Населення — 616 осіб (2020).

## Географія
Райт-Сіті розташований за координатами 34°3′55″ пн. ш. 95°0′21″ зх. д. / 34.06528° пн. ш. 95.00583° зх. д. (34.065326, -95.005947).  За даними Бюро перепису населення США в 2010 році місто мало площу 2,24 км², з яких 2,23 км² — суходіл та 0,01 км² — водойми.

## Демографія
Згідно з переписом 2010 року, у місті мешкали 762 особи в 272 домогосподарствах у складі 200 родин. Густота населення становила 340 осіб/км².  Було 308 помешкань (137/км²).
Расовий склад населення:
| - 45,9 % — білих - 39,4 % — корінних американців - 3,4 % — чорних або афроамериканців |

До двох чи більше рас належало 11,0 %. Частка іспаномовних становила 3,9 % від усіх жителів.
За віковим діапазоном населення розподілялося таким чином: 29,9 % — особи молодші 18 років, 59,9 % — особи у віці 18—64 років, 10,2 % — особи у віці 65 років та старші. Медіана віку мешканця становила 31,1 року. На 100 осіб жіночої статі у місті припадало 91,9 чоловіків;  на 100 жінок у віці від 18 років та старших — 88,7 чоловіків також старших 18 років.
Середній дохід на одне домашнє господарство  становив 37 736 доларів США (медіана — 26 563), а середній дохід на одну сім'ю — 42 153 долари (медіана — 31 875). За межею бідності перебувало 28,7 % осіб, у тому числі 44,5 % дітей у віці до 18 років та 8,7 % осіб у віці 65 років та старших.
Цивільне працевлаштоване населення становило 216 осіб. Основні галузі зайнятості: виробництво — 27,3 %, освіта, охорона здоров'я та соціальна допомога — 27,3 %, будівництво — 14,4 %, мистецтво, розваги та відпочинок — 10,2 %.